# Uitzicht vanuit het raam van de kunstenaar
Uitzicht vanuit het raam van de kunstenaar (Deens: Udsigt fra kunstnerens vindue) is een schilderij van de Deense kunstschilder Martinus Rørbye, olieverf op doek, 38 x 29,8 centimeter groot, gemaakt in circa 1825. Afgebeeld wordt een raam in het huis van zijn ouders, met uitzicht op de haven van Kopenhagen, in de realistische stijl van de Deense Gouden Eeuw. Het werk bevindt zich in de collectie van het Statens Museum for Kunst in Kopenhagen.

## Deense Gouden Eeuw
De "Deense Gouden Eeuw" refereert aan een periode van culturele bloei in het Denemarken uit de eerste helft van de negentiende eeuw. Nadat met name Kopenhagen rond 1800 zwaar getroffen was door branden en oorlogen, verbreedde het elan van de wederopbouw van de stad zich over het hele land en naar alle kunstvormen. Invloeden van het neoclassicisme en de romantiek kwamen samen in de architectuur en beeldhouwkunst, terwijl de schilderkunst zich tevens liet inspireren door de Hollandse meesters uit de zeventiende eeuw. Het resulteerde in een eigen strakke vorm van realisme, vermengd met romantische gevoelens van verlangen en verwachting. Belangrijke exponenten van de schilderkunst uit de Deense Gouden Eeuw waren Christoffer Wilhelm Eckersberg, Wilhelm Bendz, Christen Købke, Constantin Hansen, Wilhelm Marstrand en zeker ook Martinus Rørbye. Diens Uitzicht vanuit het raam van de kunstenaar wordt algemeen beschouwd als een hoogtepunt uit deze periode.

## Afbeelding
Uitzicht vanuit het raam van de kunstenaar is een van de vroegste werken van Rørbye, geschilderd in een periode dat hij nog studeerde aan de Koninklijke Deense Kunstacademie en nog thuis bij zijn ouders woonde. Afgebeeld wordt een raam in het huis van zijn ouders, met uitzicht op de haven van Kopenhagen. Te zien is een marinewerf met een kerf en vier oorlogsschepen, waarvan een onder constructie.
Als leerling van Christoffer Wilhelm Eckersberg zette Rørbye zijn schilderij op in een strak realistische stijl, deels ook geïnspireerd door de Hollandse meesters uit de zeventiende eeuw die op de toenmalige academie nadrukkelijk ten voorbeeld werden gesteld. Daarnaast is een duidelijke invloed aanwezig vanuit de romantiek, vooral ook herkenbaar in de verwerking van een aantal allegorische elementen. Zo symboliseren de gipsafgietsels van de kindervoet en de volwassen voet, alsook de levenscyclus van de potplanten, het feit dat hij op de drempel van volwassenheid stond, klaar om uit te vliegen. Exemplarisch in dat opzicht is de gekooide vogel, een thema dat terug te voeren is op de Hollandse iconografie. en verband houdt met de behoefte tot uitvliegen en reizen. Evenzeer kan gewezen worden op het raammotief, met het klassieke contrast tussen het vertrouwde nabije en de verre doch wenkende buitenwereld. Zo wordt de tegenstelling benadrukt tussen huis en wereld, binnen en buiten. Het schetsboek met de lege bladzijdes op de vensterbank symboliseert daarbij het romantisch verlangen, maar tegelijk ook enige onzekerheid vanwege het onbekende.